# Pfarrkirche St. Georgen am Ybbsfelde

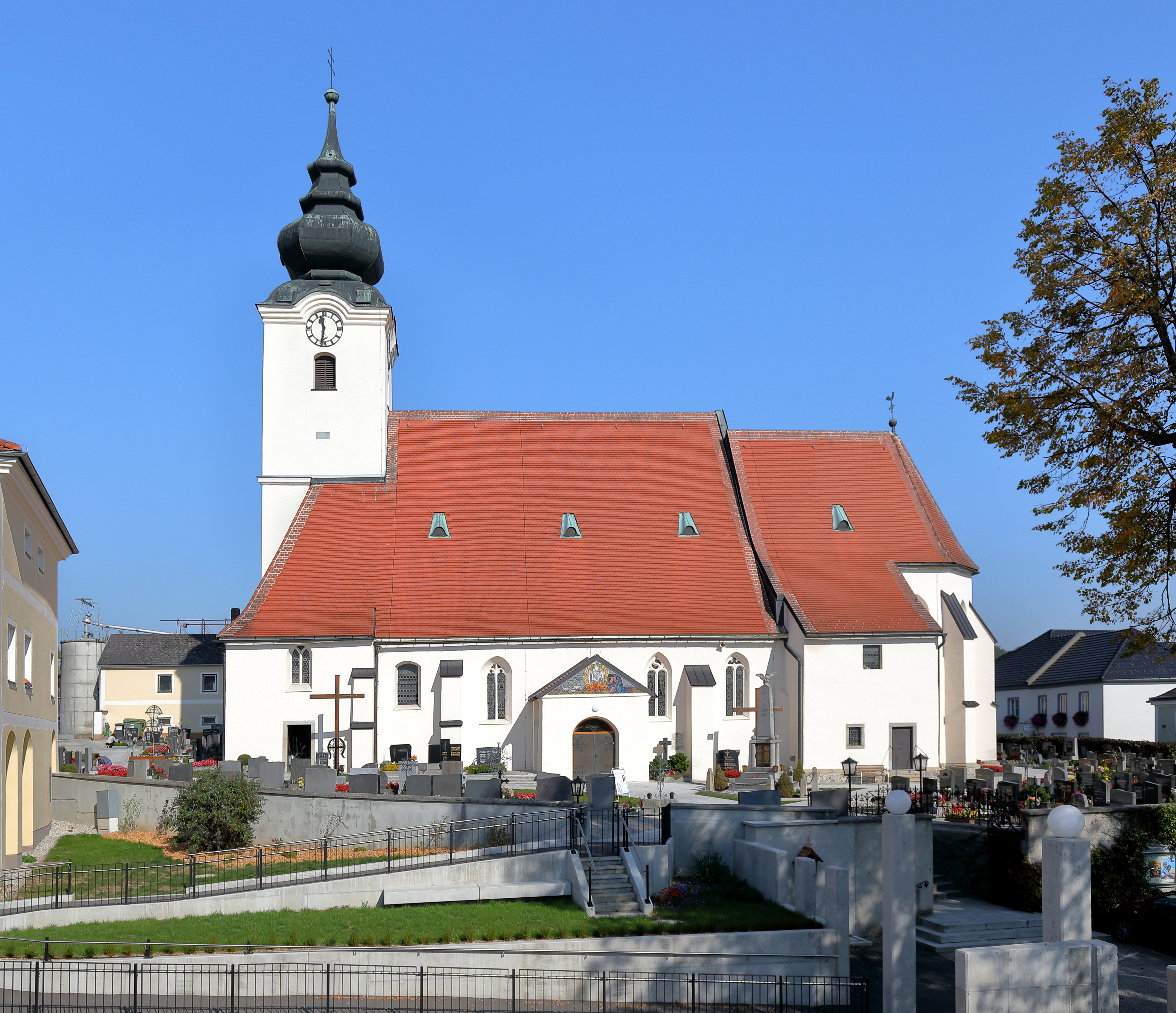
Katholische Pfarrkirche hl. Georg in St. Georgen am Ybbsfelde

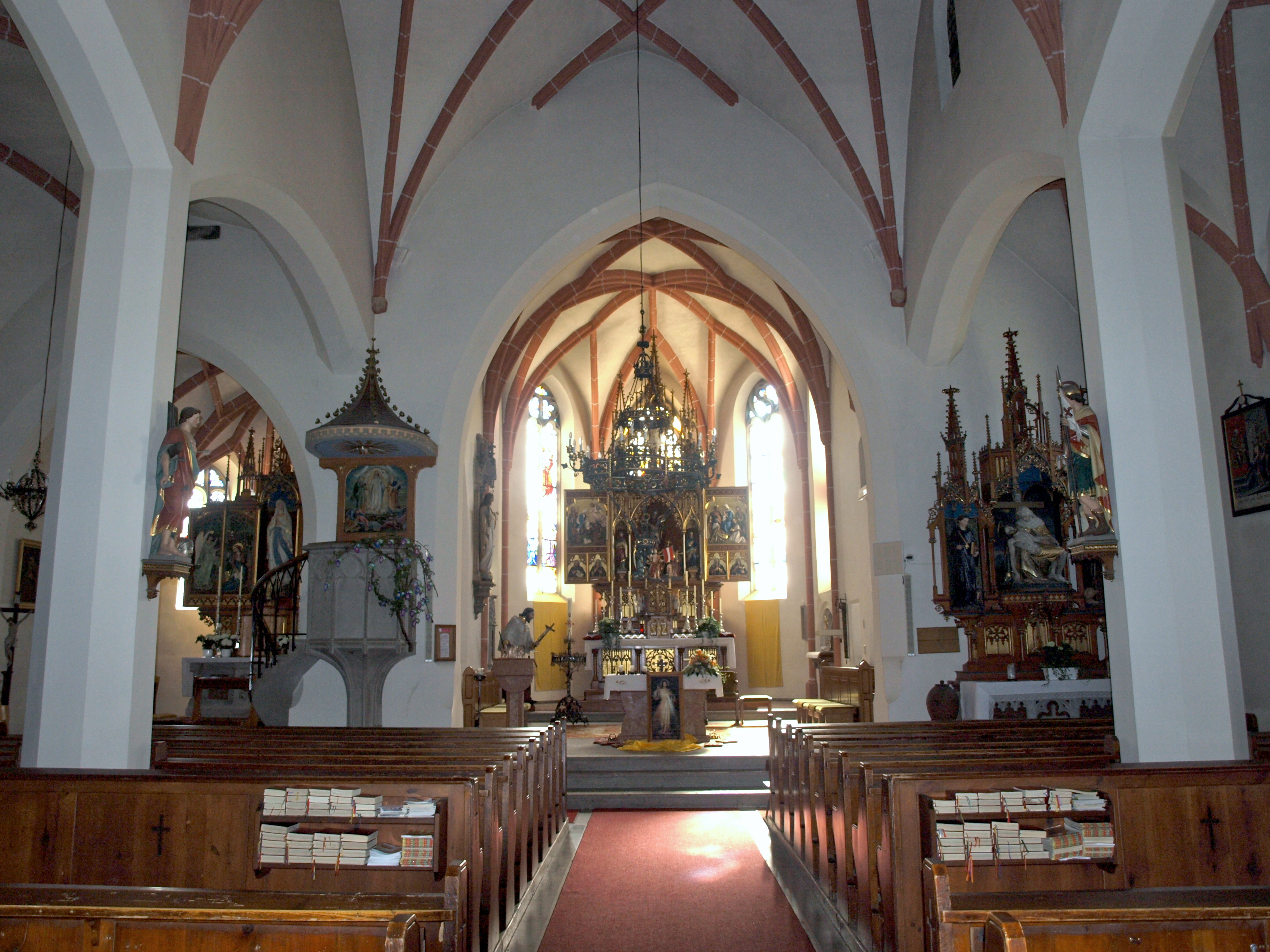
Langhaus Mittelschiff, Blick zum Chor und Nordchor

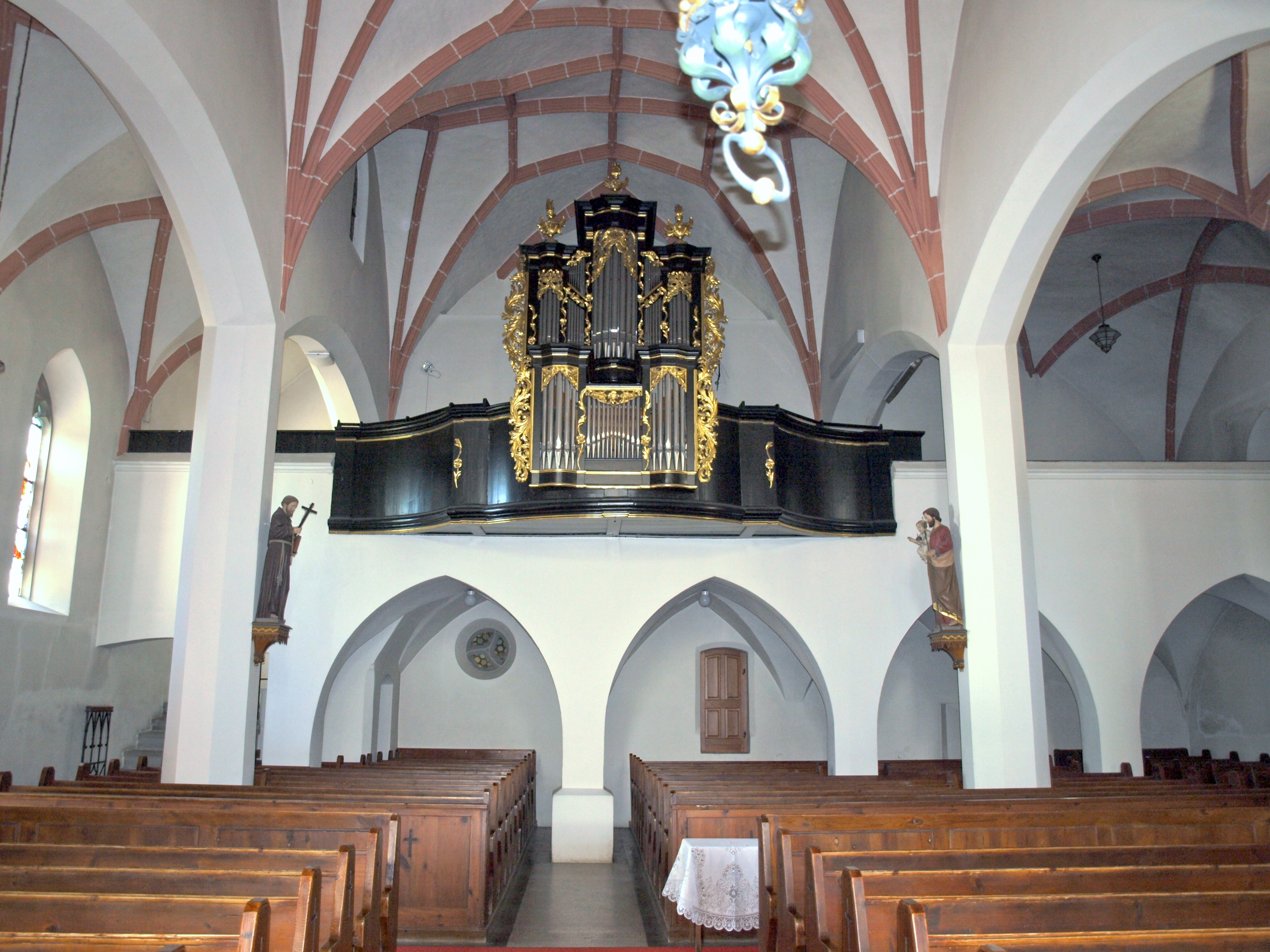
Langhaus Mittelschiff, Blick zur Orgelempore

Die Pfarrkirche St. Georgen am Ybbsfelde steht erhöht in der Ortsmitte in der Marktgemeinde St. Georgen am Ybbsfelde im Bezirk Amstetten in Niederösterreich. Die auf den heiligen Georg geweihte römisch-katholische Pfarrkirche gehört zum Dekanat Amstetten der Diözese St. Pölten. Die Kirche und der Friedhof stehen unter Denkmalschutz (Listeneintrag).

## Geschichte
Vor 1200 wurde ein Pfarrvikariat genannt, urkundlich 1200 ein Pfarrer. Urkundlich wurde 1337 eine Kirche genannt, 1368 als Filiale der Pfarrkirche Amstetten-St. Stephan. Bis 1783 war die Kirche eine Filiale der Pfarrkirche Blindenmarkt und dem Stift Melk inkorporiert.
1911 war eine Restaurierung. 1930 wurde das Bodenniveau in der Kirche ausgeglichen. 1974 war eine Restaurierung, 1991 innen.

## Architektur
Die spätgotische Kirchenbau unter steilen Dächern mit einer dreischiffigen Staffelhalle mit einem Westturm und zwei Chören ist von einem Friedhof umgeben.

## Ausstattung
Der Hochaltar als neugotischer figurenreicher Flügelaltar schuf Ludwig Linzinger 1902, der durchbrochene Mittelschrein trägt die Statue Georg flankiert von Engeln und Heiligen, die Flügelreliefs zeigen Anbetung der Hirten und Anbetung der Könige, die Rückseiten sind bemalt.
Den linken Seitenaltar hl. Maria als Retabel schuf der Bildhauer Plohberger 1905 mit einer Rosenkranzmadonna und Reliefs Verkündigung und Vertreibung, den rechten Seitenaltar als Baldachinaltar schuf Plohberger 1911 mit Pietà zwischen Leonhard und Antonius Eremit. Die Kanzel und das Taufbecken schuf der Bildhauer Leopold Neu 1932.
Die Orgel schuf Orgelbau Reinisch-Pirchner 1968 in einem barocken Gehäuse mit einem Brüstungspositiv aus dem zweiten Viertel des 18. Jahrhunderts. Eine Glocke nennt 1337. Zwei Glocken nennen Melchior Schurer 1688/1689.

## Grabdenkmäler
- An der nördlichen Wand des Seitenschiffes Wappengrabstein Sigismund Reichard von Lasberg gestorben 1638.